# Jonchery-sur-Vesle

Jonchery-sur-Vesle este o comună în departamentul Marne, Franța. În 2009 avea o populație de 1,977 de locuitori.